# KMFDM
KMFDM (від Kein Mehrheit Für Die Mitleid) — рок-гурт з міжнаціональним складом учасників, що грає в жанрі індастріал (індастріал-рок, техно-індастріал, індастріал-метал). Вважається, що саме KMFDM наряду з Ministry, Nine Inch Nails і Skinny Puppy стали піонерами цього жанру й сприяли його популярності у 1980—1990.
Створений як група перформативного мистецтва у Гамбурзі 1984 року і сягнувши зеніту слави в середині 1990-х, гурт пережив переїзд у США, розпад на зламі тисячоліть, виступи учасників у проєктах з іншими назвами, відродження. І нині записує нові альбоми (в середньому що два роки), має солідну фанбазу та регулярні концерти в США та в Європі. Засновником і незмінним лідером гурту є Саша Конецко, жіночий вокал — його дружина (з 2005 року) Лючія Чіфареллі.

## Історія та назва
За спогадами Саші Конецко, назва народилася вранці 29 лютого 1984 року напередодні виступу на відкритті збірної виставки молодих митців у Парижі. Йому потрібен був слоган для флаєрів і, нарізавши декілька слів із німецькомовної газети й кинувши їх у шапку, він витягнув послідовно: «Kein Mehrheit Für Die Mitleid» (фраза містить помилки, неузгоджений рід, її дослівно можна перекласти як «жодного більшості для жалю», хоча частіше вільно перекладається як «жодного жалю до більшості»). Саша оцінив дадаїстичність фрази і, повернувшись у Гамбург, поділився історією зі співзасновником гурту, Раймондом Воттсом. Той після невдалих спроб вимовити її німецькою, сказав: «А мені подобається, давай тепер називатися KMFDM.» Жартівливо абревіатуру іноді також розшифровують як «Kill Mother-Fucking Depeche Mode» (Вбити {{Лайка|йоб}} його матір Депеш Мод").
З того ж дня ведеться й відлік історії гурту. Перший виступ на відкритті виставки в паризькому Гранд-палаці виглядав так: німецький артист Удо Штурм імпровізував на синтезаторі, Саша Конецко підігравав йому на бас-гітарі, а четверо польських шахтарів, з якими Конецко познайомився напередодні в борделі, лупали молотами фундамент будівлі.

## Стиль
Конецко характеризував стиль гурту: індастріал-альтернативно-електронно-мішаний рок, під який можна танцювати (industrial-alternative-electronic-crossover-rock and danceabilly), а також ультра-важкий біт («The Ultra-Heavy Beat»). Від початку діяльності гурт використовував у звучанні експериментальні прийоми, як семпли, побутові прилади, а в сценографії скандальний віжуал, як палаючі ліжка та вибухи телевізорів. Багаторічна співпраця з британським дизайнером і графіком Ейданом «Брут!» Г'юзом (Aidan «Brute!» Hughes) подарувала KMFDM упізнаваний стиль обкладинок альбомів і афіш (Г'юз у своїй творчості надихається соціалістичними плакатами та західними коміксами).

## Сприйняття та вплив
Як зазначав у 1996 році критик журналу CMJ Гайді МакДональд, після сходу зі сцени та жанрових еволюцій інших гуртів, KMFDM лишалися прапороносцем індастріалу. Творчість гурту отримує переважно добрі критичні відгуки і найвідоміші пісні гурту («A Drug Against War» 1993 р., «Godlike» 1994 р., «Megalomaniac» 1997 р.) нерідко присутні в списках найвидатніших записів у жанрі індастріал. В різний час співпрацюючи з багатьма музикантами світової індастріал-сцени, KMFDM суттєво вплинули на розвиток жанру в цілому.

## Концертні тури
| Дата                  | Назва                                   | Location                               | Notes                                      | Примітки            |
| --------------------- | --------------------------------------- | -------------------------------------- | ------------------------------------------ | ------------------- |
| 1989-90               | «The Mind Is a Terrible Thing to Taste» | США                                    | Розігрів Ministry                          | [ 9 ]               |
| 1990                  | «Naïve»                                 | Європа                                 | with My Life with the Thrill Kill Kult     | [ 9 ]               |
| 1991                  | «Split»                                 | США                                    |                                            | [ 9 ]               |
| Червень 1992          | «Aloha Jerry Brown»                     | США                                    |                                            | [ 9 ] [ 10 ] [ 11 ] |
| Жовтень-Листопад 1992 | «KMFDM Sucks Money»                     | США                                    |                                            | [ 9 ] [ 12 ]        |
| 1994                  | «Angstfest»                             | США                                    |                                            | [ 9 ]               |
| Травень 1995          | «Beat by Beat»                          | США                                    |                                            | [ 9 ] [ 13 ]        |
| Осінь 1995            | «In Your Face»                          | США і Європа                           |                                            | [ 9 ]               |
| 1997                  | «Symbols»                               | США і Європа                           |                                            | [ 14 ]              |
| 2002                  | «Sturm & Drang»                         | США                                    | Концертний альбом Sturm & Drang Tour 2002  |                     |
| 2003                  | «WWIII»                                 | США                                    | Концертний альбом WWIII Live 2003          |                     |
| 2004                  | «20th Anniversary»                      | США, Канада, Європа, Росія і Австралія |                                            | [ 15 ]              |
| 2005                  | «Hau Ruck»                              |                                        |                                            | [ 16 ]              |
| 2006                  | «Hau Ruck Zuck USSA»                    |                                        |                                            | [ 16 ]              |
| 2009                  | «Kein Mitleid»                          | США, Канада і Європа                   |                                            | [ 16 ]              |
| 2010                  | «Für Die Mehrheit»                      | Європа                                 |                                            | [ 16 ]              |
| Серпень 2011          | North American tour                     | США і Канада                           |                                            | [ 17 ]              |
| Осінь 2011            | Європейський тур                        | Європа                                 |                                            | [ 17 ]              |
| Літо 2012             | Європейський тур                        | Німеччина, Бельгія, Франція            |                                            | [ 18 ]              |
| Березень 2013         | «USSA 2013»                             | США                                    |                                            | [ 19 ]              |
| Квітень 2013          | «Europe 2013»                           | Європа                                 |                                            | [ 19 ]              |
| Осінь 2013            | «We Are KMFDM»                          | США і Канада                           |                                            | [ 20 ]              |
| Літо 2015             | «Salvation Tour»                        | США і Канада                           |                                            |                     |
| Осінь 2017            | «Hell Yeah Tour»                        | Велика Британія та США                 |                                            | [ 21 ]              |
| Осінь 2022            | «Hyena Tour»                            | США                                    |                                            | [ 22 ]              |
| Березень 2024         | «Let Go Tour-40 Years of KMFDM»         | США                                    | За участі: Cyanotic, Morlocks, Sour Tongue | [ 23 ]              |

## Дискографія

### Студійні альбоми
| - Opium (альбом KMFDM)\|Opium (1984) - What Do You Know, Deutschland?]] (1986) - Don't Blow Your Top (1988) - UAIOE (1989) - Naïve (1990) - Money (1992) - Angst (1993) - Nihil (1995) - Xtort (1996) - Symbols (1997) - Adios (1999) | - Attak (2002) - WWIII (2003) - Hau Ruck (2005) - Tohuvabohu (2007) - Blitz (2009) - WTF?! (2011) - Kunst (2013) - Our Time Will Come (2014) - Hell Yeah (2017) - Paradise (2019) - Hyëna (2022) - Let Go (2024) |